# Brudzewko
Brudzewko (prononciation : [bruˈd͡zɛfkɔ]) est une localité polonaise appartenant au village de Kiszkowo de la gmina de Kiszkowo dans le powiat de Gniezno de la voïvodie de Grande-Pologne dans le centre-ouest de la Pologne.
Elle se situe à environ 4 kilomètres à l'est de Kiszkowo (siège de la gmina), à 22 kilomètres à l'ouest de Gniezno (siège du powiat) et à 35 kilomètres au nord-est de Poznań (capitale régionale).
La localité possédait une population de 25 habitants en 2013.

## Histoire
De 1975 à 1998, la localité faisait partie du territoire de la voïvodie de Poznań.

Depuis 1999, Brudzewko est située dans la voïvodie de Grande-Pologne.